# Anton Kozman
Anton Kozman (16. května 1937 Moldava nad Bodvou – 31. března 2011 Prešov) byl slovenský fotbalista, který nastupoval jako útočník a záložník. Jeho bratrancem byl fotbalista Ján Czeszciczky.

## Sportovní kariéra
Začínal v Moldavě nad Bodvou. V československé lize hrál za Jednotu Košice, Duklu Pardubice, Tatran Prešov a Lokomotivu Košice. Nastoupil ke 179 ligovým utkáním a dal 21 gólů. V Poháru vítězů pohárů nastoupil v 1 utkání. Finalista Československého poháru 1965/66.

## Ligová bilance
| Ročník                                   | Zápasy | Góly | Minuty | Klub              |
| ---------------------------------------- | ------ | ---- | ------ | ----------------- |
| 1. československá fotbalová liga 1958/59 | 18     | 2    | 1 565  | Jednota Košice    |
| 1. československá fotbalová liga 1959/60 | 18     | 3    | 1 480  | Dukla Pardubice   |
| 1. československá fotbalová liga 1960/61 | 13     | 2    | 1 121  | Tatran Prešov     |
| 1. československá fotbalová liga 1961/62 | 25     | 4    | 2 073  | Tatran Prešov     |
| 1. československá fotbalová liga 1962/63 | 24     | 2    | 1 983  | Tatran Prešov     |
| 1. československá fotbalová liga 1963/64 | 22     | 3    | 1 854  | Tatran Prešov     |
| 1. československá fotbalová liga 1964/65 | 24     | 4    | 2 018  | Tatran Prešov     |
| 1. československá fotbalová liga 1965/66 | 25     | 1    | 2 250  | Tatran Prešov     |
| 1. československá fotbalová liga 1967/68 | 10     | 0    | 642    | Lokomotiva Košice |
| CELKEM I. ČS. LIGA                       | 179    | 21   | 14 986 |                   |